# Ponnampet
Ponnampet är en ort i Indien.   Den ligger i distriktet Kodagu och delstaten Karnataka, i den södra delen av landet, 1 800 km söder om huvudstaden New Delhi. Ponnampet ligger 858 meter över havet och antalet invånare är 6 117.
Terrängen runt Ponnampet är platt, och sluttar söderut. Runt Ponnampet är det ganska tätbefolkat, med 144 invånare per kvadratkilometer. Närmaste större samhälle är Vīrarājendrapet, 16,2 km väster om Ponnampet. Omgivningarna runt Ponnampet är en mosaik av jordbruksmark och naturlig växtlighet.